# Ary Barroso
Ary Evangelista Barroso ONM • (Ubá, 7 de novembro de 1903 — Rio de Janeiro, 9 de fevereiro de 1964) foi um renomado compositor brasileiro de música popular. Ele se tornou famoso por seus sambas, especialmente por "Aquarela do Brasil", considerada uma expressão emblemática do chamado "samba-exaltação". Barroso também foi o primeiro brasileiro indicado ao Oscar, pela música "Rio de Janeiro", do filme Brasil (1944).
Teve muitas de suas canções levadas ao cinema, interpretadas por uma diversidade de artistas, de Frank Sinatra a Carmen Miranda. Esta última gravou 30 músicas dele, o que o torna o compositor com mais composições interpretadas por ela.

## Biografia

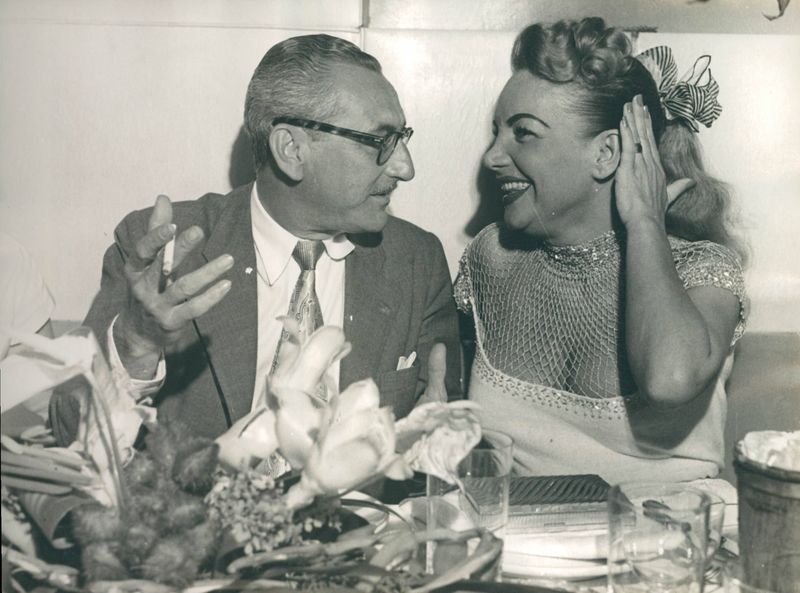
Carmen Miranda ao lado de Ary Barroso, na boate Vogue, jan. de 1955.

Filho do deputado estadual e promotor público João Evangelista Barroso e de Angelina de Resende, perdeu os pais aos 6 anos e foi criado pela avó materna, Gabriela Augusta de Resende, e pela tia, que o ensinou a tocar piano.
Realizou seus estudos na Escola Pública Guido Solero, no Externato Mineiro do professor Cícero Galindo, e em ginásios de Viçosa, Leopoldina e Cataguases. Estudou teoria, solfejo e piano com sua tia Ritinha. Aos 12 anos, já trabalhava como pianista auxiliar no Cinema Ideal, em Ubá, e aos 13, foi caixeiro na loja "A Brasileira". Com 15 anos, compôs sua primeira música, um cateretê intitulado "De longe".
Em 1920, após o falecimento do tio Sabino Barroso, ex-ministro da Fazenda, recebeu uma herança de 40 contos (milhões de réis), o que lhe permitiu mudar-se para o Rio de Janeiro aos 17 anos para estudar Direito, sob a tutela do Dr. Carlos Peixoto. Aprovado no vestibular, ingressou em 1921 na Faculdade de Direito da Universidade do Rio de Janeiro, atual Faculdade Nacional de Direito da Universidade Federal do Rio de Janeiro (UFRJ). Durante sua formação, fez amizade com colegas influentes, como Luís Gallotti (jurista, dirigente esportivo e posteriormente ministro do STF), João Lyra Filho e Odilon Azevedo, que também deixaram sua marca em diversas áreas, incluindo o direito e as artes. Essa época foi crucial para a consolidação de sua veia artística, esportiva e política.
Adepto da boemia, Barroso teve um início acadêmico conturbado, sendo reprovado na faculdade e abandonando os estudos no segundo ano. Com suas economias se esgotando, ele se empregou como pianista no Cinema Íris, localizado no Largo da Carioca, e, posteriormente, na sala de espera do Teatro Carlos Gomes, onde se apresentou com a orquestra do maestro Sebastião Cirino. Durante esse período, Ary tocou em diversas orquestras, consolidando sua presença no cenário musical carioca.
Em 1926, decidiu retomar os estudos de Direito, sem abandonar sua paixão pela música. Dois anos depois, foi contratado pela orquestra do maestro J. Spina, de São Paulo, para uma temporada em Santos e Poços de Caldas. Foi nesse momento que Ary decidiu se dedicar à composição, criando obras como "Amor de mulato", "Cachorro quente" e "Oh! Nina", em parceria com Lamartine Babo, seu colega da faculdade.
Em 1929, finalmente, obteve o bacharelado em Ciências Jurídicas e Sociais. Seu amigo e incentivador, Mário Reis, gravou "Vou a Penha" e "Vamos deixar de intimidades", a qual se tornou o seu primeiro grande sucesso popular. Em 1930, Barroso venceu o " Grande Concurso de Música Popular", para escolha de canções carnavalescas, promovido pela Casa Edison e pelo jornal Correio da Manhã, com a marchinha "Dá Nela", com o prêmio de cinco contos de réis.
Na década de 1930, começou a escrever suas primeiras composições para o teatro musicado carioca. A sua famosa canção "Aquarela do Brasil" teve sua estreia na voz de Aracy Cortes e foi regravada inúmeras vezes, tanto no Brasil quanto no exterior. Em outubro de 1939, a música foi gravada por Francisco Alves, e rapidamente se transformou em um grande sucesso.
Na década de 1940, Barroso foi para os Estados Unidos, onde trabalhou como compositor e arranjador para o cinema de Hollywood. Em 1942, foi convidado para criar a trilha sonora das aventuras de Zé Carioca no filme Alô Amigos, onde "Aquarela do Brasil" se destacou. Ele também incluiu outras composições, como "Tabuleiro da Baiana" e "Os Quindins de Iaiá", no desenho  Você já foi à Bahia? (1944) de Walt Disney.
A partir de 1943, Ary Barroso manteve por vários anos o programa "A Hora do Calouro" na Rádio Cruzeiro do Sul, no Rio de Janeiro, onde revelou e incentivou novos talentos musicais. Além disso, trabalhou como locutor esportivo, proporcionando momentos inusitados ao comemorar os gols do seu time, o CR Flamengo. Ele começou nessa profissão ao substituir o locutor oficial da rádio, que se ausentou por problemas de saúde.
No centenário do compositor, em 2003, a Rede STV SESC SENAC produziu um documentário especial de 60 minutos sobre sua vida, intitulado "O Brasil Brasileiro de Ary Barroso". O filme contou com depoimentos de Sérgio Cabral (biógrafo), Dalila Luciano, Carminha Mascarenhas, Carmélia Alves, Roberto Luna e sua filha, Mariúza. A direção foi de Dimas Oliveira Junior, com produção da WeDo Comunicação.

## Carreira política
Na política, Barroso concorreu em 1946 ao cargo de vereador pelo antigo Distrito Federal, representando a União Democrática Nacional, e obteve a segunda maior votação da Câmara. Como defensor dos direitos autorais, foi um dos fundadores da União Brasileira de Compositores, onde ocupou a presidência.
Sua posição política não o impediu de se aliar aos 18 vereadores do Partido Comunista do Brasil na Câmara para apoiar a construção do estádio do Maracanã, desafiando Carlos Lacerda, uma figura proeminente de seu próprio partido.
Em 1955, junto com Heitor Villa-Lobos, recebeu a Ordem Nacional do Mérito do então Presidente da República Café Filho.

## Vida pessoal
Ary casou-se com Yvonne Belfort de Arantes em 26 de fevereiro de 1930. No ano seguinte, em 1931, nasceu Flávio Rubens, o primogênito do casal. Três anos depois, em 1934, nasceu Mariúza Barroso Salomao.

## Morte
Ary Barroso morreu no Rio de Janeiro, em 1964, de cirrose hepática decorrente do alcoolismo, e está enterrado no Cemitério de São João Batista.

Enterro de Ary Barroso, em 1964

## Legado

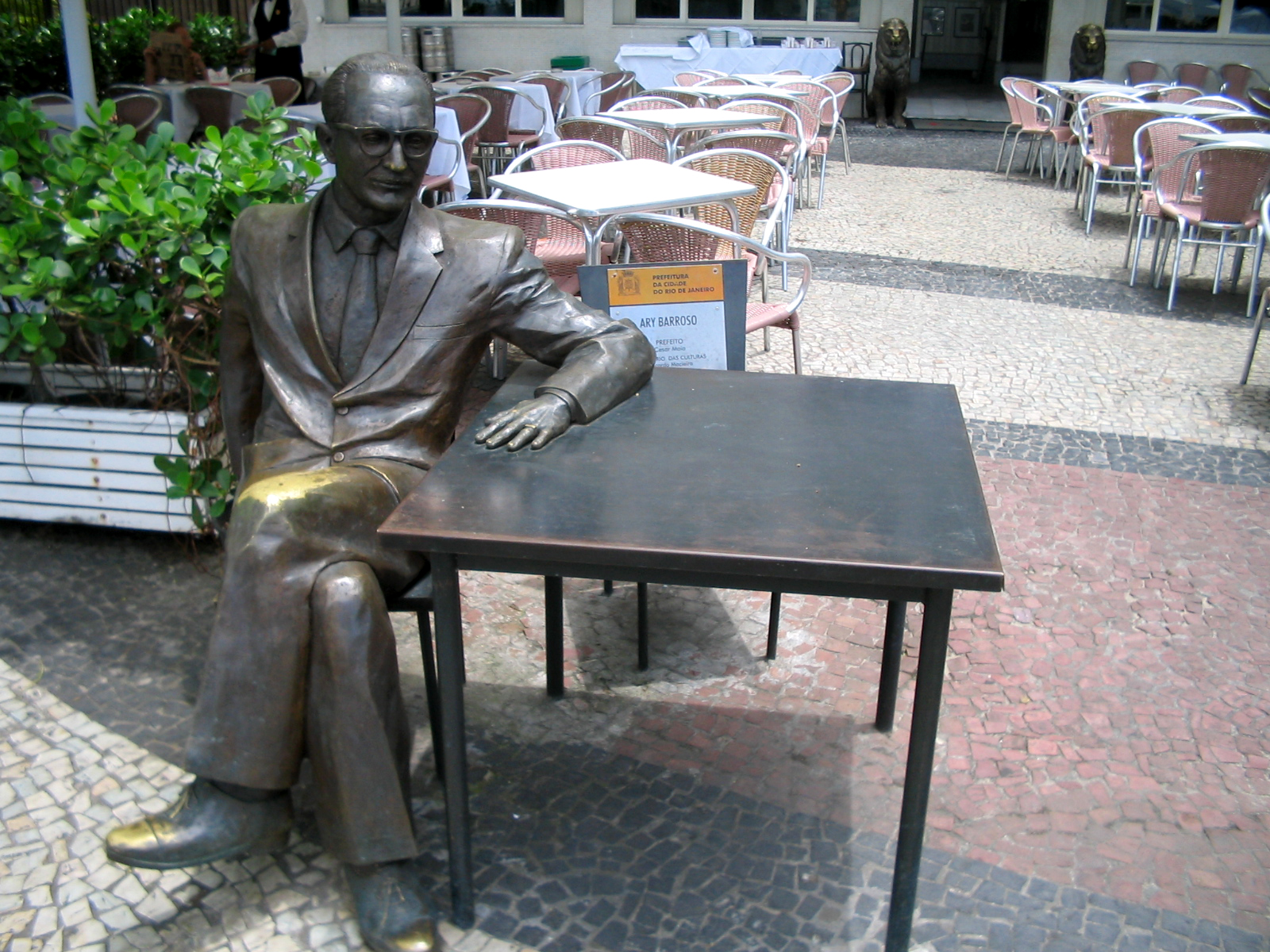
Estátua do compositor no bairro do Leme

Ary Barroso foi o artista mais gravado por Carmen Miranda, com 30 músicas. No total, são conhecidas cerca de 264 composições de sua autoria. "Aquarela do Brasil", por exemplo, teve centenas de gravações ao redor do mundo e, até hoje, é uma das músicas que mais gera direitos autorais no exterior. Em 1964, o G.R.E.S. Império Serrano desfilou na avenida apresentando o enredo “Aquarela Brasileira”, em sua homenagem.
Em 1974, Elis Regina regravou "Na batucada da vida". Em 1980, Gal Costa lançou o álbum Aquarela do Brasil, que incluía 12 obras do compositor, destacando "No tabuleiro da baiana", com a participação especial de Caetano Veloso. Em 1988, Barroso foi homenageado como tema de uma escola de samba, desta vez pela União da Ilha do Governador, que apresentou o samba-enredo "Aquarylha do Brasil". Em 1993, o jornalista e pesquisador Sérgio Cabral lançou "No tempo de Ary Barroso", uma biografia dedicada ao compositor. Em 1995, a Editora Lumiar lançou o songbook Ary Barroso, que acompanhava três CDs com uma seleção de sua obra. Em 2003, ele foi homenageado durante a entrega do Prêmio da Música Brasileira no Teatro Municipal, com o show "Ary sem fronteiras". Também em 2003, como parte das comemorações do centenário de seu nascimento, uma estátua em sua homenagem foi inaugurada na calçada do restaurante Fiorentina, no Leme, local que ele costumava frequentar.